# Alphidia comitata
Alphidia comitata es un coleóptero de la familia Chrysomelidae. Fue descrita científicamente por primera vez en 1833 por Johann Christoph Friedrich Klug.